# June Brown
June Muriel Brown, MBE (Needham Market, Suffolk, 16 de febrero de 1927-3 de abril de 2022) fue una actriz británica, más conocida por interpretar a Dot Branning en la serie EastEnders.

## Biografía
Nació en Suffolk, tuvo cuatro hermanos, su hermano menor murió de neumonía en 1932 y su hermana mayor, Marise murió en 1934 a causa de meningitis.
Durante la Segunda Guerra Mundial fue evacuada junto con su familia a Pontyates, un pequeño pueblo de Gales. Durante los últimos años de la guerra sirvió en el Wrens (Marina Real).
Fue muy buena amiga de la actriz Polly Perkins.
En 1950 conoció y se casó con el actor John Garley. John sufría de depresión y en 1957 se encerró en la casa que compartían y se quitó la vida. En 1958 se casó con el actor Robert Arnold. La pareja tuvo seis hijos: Louise Arnold (1959), Sophie Arnold (1961), William "Bill" Arnold (1962), Chloe Arnold (1964) y Naomi Arnold (1966). Chloe nació prematura y con parálisis y murió 16 días después. June y Robert estuvieron juntos por casi cuarenta y cinco años, hasta la muerte de Robert en 2003 debido a la enfermedad llamada Demencia con cuerpos de Lewy.
En 2008 fue galardonada con el M.B.E. (Miembro de la Orden del Imperio Británico) por su trabajo.

## Carrera
Apareció en varias obras de teatro, como An Inspector Calls, The Lion in Winter, Calendar Girls, Life Price, The Provok'd Wife, The Rough and Ready Lot y A View from the Bridge, entre otras. También, en pantomimas como The Witches.
En 1992, dirigió Double D en el Festival de Edimburgo.
El 4 de julio de 1985, se unió al elenco de la exitosa serie británica EastEnders, en la que interpreta a la maternal y fumadora Dorothy "Dot" Colwell-Branning hasta 1993, después de que Dot decidiera mudarse con su hijo, Nick Cotton de Waldford. En realidad June comentó que había decidido irse del programa debido a que no le estaba gustando la dirección que estaba tomando su personaje. June regresó de nuevo al programa en 1997, e interpretó a Dot desde entonces. En un especial del programa realizado en el 2003, llamado EastEnders: Dot's Story, Dot de joven fue interpretada por Tallulah Pitt-Brown en algunos flashbacks.
En abril del 2012, se anunció que tomaría un descanso de seis meses de la serie para escribir su autobiografía.

## Filmografía

### Series de televisión
| Año                      | Título                     | Personaje            | Notas                                  |
| ------------------------ | -------------------------- | -------------------- | -------------------------------------- |
| 1985 - 1993, 1997 - 2020 | EastEnders                 | Dot Branning         | 2,349 episodios                        |
| 2013                     | Heading Out                | -                    | 6 episodios                            |
| 2011                     | EastEnders: E20            | Dot Branning         | episodio # 3.1                         |
| 2000                     | Gormenghast                | Nannie Slagg         | miniserie de 3 episodios               |
| 1998                     | Verdict                    | Amelia Sayers        | episodio "Neighbours from Hell"        |
| 1997                     | Ain't Misbehavin           | Señora Jilkes        | 2 episodios - miniserie                |
| 1995                     | Performance                | Spinster             | episodio "Bed"                         |
| 1994                     | Pirates                    | Mrs. Mildred Jones   | serie de tv                            |
| 1985                     | Oliver Twist               | Señora Mann          | episodio # 1.1                         |
| 1984                     | The Bill                   | Señora Doleman       | episodio "Clutching at Straws"         |
| 1984                     | Minder                     | Joany                | episodio "Hypnotizing Rita"            |
| 1983 - 1984              | Now and Then               | Tía Sadie            | 13 episodios                           |
| 1983                     | Shades of Darkness         | Emma Saxon           | episodio "The Lady's Maid's Bell"      |
| 1982                     | Saturday Night Thriller    | -                    | episodio "Broken Glass"                |
| 1982                     | Young at Heart             | Lizzie               | episodio "Food, Glorious Food"         |
| 1982                     | Hallmark Hall of Fame      | Mujer en la catedral | episodio "The Hunchback of Notre Dame" |
| 1971 - 1981              | Play for Today             | Varios personajes    | 5 episodios                            |
| 1980                     | God's Wonderful Railway    | Elsie Grant          | episodio "Fire on the Line"            |
| 1978                     | Shadows                    | Señora Donn          | episodio "The Rose of Puddle Fratrum"  |
| 1977                     | Crown Court                | Señora Starferret    | episodio "An Upward Fall: Part 1"      |
| 1976 - 1977              | The Duchess of Duke Street | Violet Leyton        | 6 episodios                            |
| 1977                     | Survivors                  | Susan                | episodio "Manhunt"                     |
| 1976                     | Clayhanger                 | Mujer                | episodio "Fall from Glory"             |
| 1976                     | Angels                     | Señora Fitch         | episodio "Round the Clock"             |
| 1976                     | Couples                    | Señra Robinson       | 3 episodios                            |
| 1976                     | The Prince and the Pauper  | Canty                | 5 episodios                            |
| 1975                     | Churchill's People         | Agnes Paston         | episodio "A Wilderness of Roses"       |
| 1975                     | The Sweeney                | Señora Martin        | episodio "Ringer"                      |
| 1974                     | South Riding               | Lily Sawdon          | episodio "The Facts of Life"           |
| 1974                     | Marked Personal            | Flo Morris           | 2 episodios                            |
| 1973 - 1974              | Doctor Who                 | Eleanor              | serial The Time Warrior                |
| 1973                     | Oranges & Lemons           | Alice Penny          | episodio "Brenda"                      |
| 1969 - 1973              | ITV Saturday Night Theatre | Varios personajes    | 4 episodios                            |
| 1972                     | The Edwardians             | Eliza Bottomley      | episodio "Horatio Bottomley"           |
| 1964 - 1972              | Z Cars                     | Varios personajes    | 4 episodios                            |
| 1972                     | Armchair Theatre           | Ruth Preston         | episodio "A Touch of the Victorians"   |
| 1972                     | New Scotland Yard          | Jean Strode          | episodio "Fire in a Honey Pot"         |
| 1970 - 1971              | Coronation Street          | Señora Parsons       | 3 episodios                            |
| 1970                     | Doomwatch                  | Señora Catchpole     | episodio "Sex and Violence"            |
| 1965 - 1969              | Dixon of Dock Green        | Varios personajes    | 5 episodios                            |
| 1965 - 1966              | The Wednesday Play         | Señora Wentworth     | 2 episodios                            |
| 1970 - 1971              | Armchair Mystery Theatre   | Linda                | episodio "The Lonely Crime"            |
| 1970                     | ITV Play of the Week       | Yvonne Carter        | 2 episodios                            |
| 1965 - 1969              | Teletale                   | Tina Farrell         | episodio "The Black Madonna"           |
| 1965 - 1966              | ITV Television Playhouse   | Alice                | 3 episodios                            |

### Películas
| Año  | Título                             | Personaje          | Notas                                                            |
| ---- | ---------------------------------- | ------------------ | ---------------------------------------------------------------- |
| 2008 | Second Wind                        | -                  | corto - junto a Tamzin Outhwaite & Tara Hugo                     |
| 2006 | The Children's Party at the Palace | Tía Spiker         | junto a Pam St. Clement, Kacey Ainsworth, Sam Aston y Matt Baker |
| 2003 | Margery and Gladys                 | Gladys Gladwell    | junto a Martin Freeman                                           |
| 1997 | Bean                               | Delilah            | junto a Rowan Atkinson                                           |
| 1997 | Hospital!                          | Limpiadora         | -                                                                |
| 1997 | Toby the Square Boy                | -                  | corto - prestó su voz para el personaje                          |
| 1992 | The Mambo Kings                    | Mujer              | -                                                                |
| 1984 | Misunderstood                      | Señora Paley       | junto a Gene Hackman                                             |
| 1984 | Lace                               | Señora Trelawney   | -                                                                |
| 1980 | Nijinsky                           | Maria Stepanova    | -                                                                |
| 1979 | Murder by Decree                   | Anne Chapman       | -                                                                |
| 1977 | A Christmas Carol                  | Señora Dilber      | -                                                                |
| 1973 | The 14                             | Madre              | junto a Alun Armstrong y Jack Wild                               |
| 1973 | Psychomania                        | Señora Pettibone   | -                                                                |
| 1972 | Sitting Target                     | Vecina de Lomart   | junto a Oliver Reed                                              |
| 1971 | Straw Dogs                         | Señora Hedden      | -                                                                |
| 1971 | Sunday, Bloody Sunday              | Paciente           | -                                                                |
| 1968 | Inadmissible Evidence              | Invitada de Watson | -                                                                |
| 1959 | The Rough and Ready Lot            | Chica              | -                                                                |
| 1952 | It Started in Paradise             | Anunciadora        | No aparece en los créditos.                                      |

### Apariciones
| Año  | Programa              | Notas                                    |
| ---- | --------------------- | ---------------------------------------- |
| 2010 | Strictly Come Dancing | concursante - episodio Christmas Special |

### Teatro
| Año         | Obra                    | Personaje | Director       | Teatro              | Notas                                                                         |
| ----------- | ----------------------- | --------- | -------------- | ------------------- | ----------------------------------------------------------------------------- |
| 2009        | Calendar Girls          | Jessie    | -              | Noel Coward Theatre | junto a Anita Dobson, Jack Ryder, Letitia Dean y Gemma Atkinson               |
| 1969        | Life Price              | -         | Peter Gill     | Royal Court Theatre | junto a Diana Coupland, Thelma Whiteley, June Watson y Yvonne Antrobus        |
| 1963        | The Provok'd Wife       | -         | Toby Robertson | Vaudeville Theatre  | junto a Eileen Atkins, Ann Bell, Dinsdale Landen, Trevor Martin y John Warner |
| 1959        | The Rough and Ready Lot | -         | Casper Wrede   | Lyric Theatre       | junto a Jack MacGowran, Patrick Allen, Ronald Harwood y Rupert Davies         |
| 1948 - 1949 | The Way of the World    | -         | John Burrell   | New Theatre         | junto a Edith Evans, Harry Andrews, Robert Eddison y Pauline Jameson          |
| 1948 - 1949 | The Cherry Orchard      | -         | Hugh Hunt      | Old Vic Theatre     | junto a Mark Dignam, Edith Evans, Cedric Hardwicke y Peter Copley             |
| 1948        | Doctor Faustus          | -         | John Burrell   | Old Vic Theatre     | junto a Mark Dignam, Cedric Hardwicke, Robert Eddison y Peter Copley          |

## Premios y nominaciones
| Año  | Categoría                                       | Premio                    | Serie      | Resultado |
| ---- | ----------------------------------------------- | ------------------------- | ---------- | --------- |
| 2017 | Best Actress                                    | British Soap Award        | EastEnders | Nominada  |
| 2010 | Favourite Female Soap Star                      | TV Now Award              | EastEnders | Nominada  |
| 2009 | Best Actress                                    | BAFTA Award               | EastEnders | Nominada  |
| 2005 | Lifetime Achievement Award                      | British Soap Award        | EastEnders | Ganadora  |
| 2005 | Best Onscreen Partnership (junto a John Bardon) | British Soap Award        | EastEnders | Ganadora  |
| 2005 | Most Popular Actress                            | National Television Award | EastEnders | Nominada  |
| 2002 | Best Onscreen Partnership (junto a John Bardon) | British Soap Award        | EastEnders | Ganadora  |
| 2001 | Best Actress                                    | British Soap Award        | EastEnders | Nominada  |
| 2001 | Most Popular Actress                            | National Television Award | EastEnders | Nominada  |
| 1999 | Best Comedy Performance                         | British Soap Award        | EastEnders | Nominada  |